# Parada del Sil (parroquia)
Parada del Sil (llamada oficialmente Santa Mariña de Parada de Sil) es una parroquia y un lugar del municipio español de Parada del Sil, en la provincia de Orense, Galicia.

## Toponimia
La parroquia también es conocida por los nombres de Santa Marina de Parada del Sil y Santa Mariña de Parada do Sil.

## Organización territorial
La parroquia está formada por seis entidades de población, constando cinco de ellas en el nomenclátor del Instituto Nacional de Estadística español:
- Chamoso
- Fondo de Vila
- Parada de Sil
- Requián
- Sardela
- Teimende

## Demografía

### Parroquia
| Gráfica de evolución demográfica de Parada del Sil (parroquia) entre 2000 y 2023 |
|                                                                                  |
| Datos según el nomenclátor publicado por el INE.                                 |

### Lugar
| Gráfica de evolución demográfica de Parada de Sil (lugar) entre 2000 y 2023 |
|                                                                             |
| Datos según el nomenclátor publicado por el INE.                            |